# Провінція Садо
Провінція Садо (яп. 佐渡国 — садо но куні, «країна Садо»; 佐州, 渡州— сасю, досю, «провінція Садо») — історична провінція Японії у регіоні Тюбу на острові Садо. Відповідає однойменному острову сучасної префектури Ніїґата.

## Короткі відомості
Точно невідомо коли було утворено провінцію Садо. Припускають, що це сталося до 700 року. Також залишається невідомим розташування урядового центру цієї адміністративної одиниці.
Віддаленість острова Садо від японської столиці перетворила його на місце заслання політичних злочинців. Однак, у середньовіччі на ньому знайшли поклади золота та срібла, що перетворило Садо у одне з найбажаніших володінь японських можновладців.
З 13 по кінець 16 століття провінцією Садо правив рід Хомма, який у 1589 році був знищений родом Уесуґі, володарями сусідньої провінції Етіґо.
У період Едо (1603—1867) острівна провінція перебувала під безпосереднім управлінням сьоґунату Токуґави.
У результаті адміністративних реформ 1871—1876 року провінцію Садо було включено до складу префектури Ніїґата.

## Повіти
- Хамоті 羽茂郡
- Камо 賀茂郡
- Савата 雑太郡